# Tupoljev
Tupoljev (ruski: Туполев), glavni i najstariji ruski proizvođač zrakoplova, vojnih i onih za civilnu uporabu. Osnovao ga je Andrej Tupoljev.

## Popis Tupoljevljevih zrakoplova

### Putnički zrakoplovi
- Tupoljev Tu-104
- Tupoljev Tu-114
- Tupoljev Tu-124
- Tupoljev Tu-134
- Tupoljev Tu-144
- Tupoljev Tu-154
- Tupoljev Tu-204
- Tupoljev Tu-214
- Tupoljev Tu-334

### Vojni zrakoplovi
- Tupoljev Tu-14
- Tupoljev Tu-16
- Tupoljev Tu-95
- Tupoljev Tu-22
- Tupoljev Tu-22M
- Tupoljev Tu-126
- Tupoljev Tu-160

### Rani klipni zrakoplovi
- Tupoljev ANT-4
- Tupoljev ANT-20 Maxim Gorky
- Tupoljev ANT-25
- Tupoljev Tu-2
- Tupoljev Tu-4
- Tupoljev Tu-10